# Pedro Casals
Pedro Casals Aldama (Barcelona, 20 de julio de 1944 - Barcelona, 28 de diciembre de 2021) fue un escritor e ingeniero español.

## Biografía
Licenciado en Derecho y en Psicología, amplió sus estudios en Estados Unidos y Francia. Se doctoró en Ingeniería Industrial, como especialista en tecnología alimentaria. Ejerció de profesor de Psicosociología en la Universidad Politécnica de Barcelona y de Literatura española en la Universidad de San Diego. Durante su estancia en los Estados Unidos, trabajó para el Departamento de Agricultura y para la NASA, en uno de los programas de alimentación de los astronautas del Proyecto Apolo.
Inició su carrera literaria de la mano de su hermano Mauricio Casals como agente. En 1981 publicó El primer poder, la primera de una serie de doce novelas de género negro, protagonizadas por el abogado e investigador Lic Salinas. Cosechó un notable éxito comercial con las primeras entregas, basadas en temas de actualidad como el terrorismo, el Golpe de Estado del 23F o las intoxicaciones por aceite de colza. A partir de 1986, con La jeringuilla, finalista del Premio Planeta de ese año, la saga se centró en tramas sobre narcotráfico. Con la décima entrega de la colección, El infante de la noche, ganó el Premio del Ateneo de Sevilla en 1992.
Al margen de la serie Salinas, en 1986 publicó el poemario Adentros de mis arcanos, ganador del premio Ibn Jafaya. En 1989 fue nuevamente finalista del Premio Planeta con la novela histórica Las hogueras del rey. Su obra se completa con varias novelas juveniles, de aventuras y ficción detectivesca, incluyendo la serie Las aventuras de Héctor y la colección interactiva El club de los ciberchavales donde introdujo de forma novedosa el concepto de relaciones de chavales jóvenes a través de internet.
Fue consultor y asesoró a la multinacional Du Pont de Nemours en su implantación en Asturias durante la década de los 90.
Fue miembro regular del jurado del Premio Príncipe de Asturias de las Letras durante los años 1990 y 2000.
A partir de los años 2000 cesó su actividad editorial, centrándose en sus negocios familiares. 

## Obras

### Novela
- El primer poder, 1981 (Serie Lic Salinas)
- El intermediario, 1983 (Serie Lic Salinas)
- Anónimos contra el banquero, 1984 (Serie Lic Salinas)
- ¿Por qué mataron a Felipe?, 1985 (Serie Lic Salinas)
- ¿Quién venció en febrero?, 1985 (Serie Lic Salinas)
- La jeringuilla, 1986 (Serie Lic Salinas)
- Disparando cocaína, 1986 (Serie Lic Salinas)
- El señor de la coca, 1987 (Serie Lic Salinas)
- Hagan juego, 1988 (Serie Lic Salinas)
- Las hogueras del rey, 1989
- El infante de la noche, 1992 (Serie Lic Salinas)
- Las amapolas, 1995 (Serie Lic Salinas)
- Recuerda que eres mortal, 1998 (Serie Lic Salinas)

### Poesía
- Adentros de mis arcanos, 1986

### Novela juvenil
- Asesinato en la sala de profesores, 1989 (Serie Las aventuras de Héctor)
- El enigma de las monedas de oro, 1989 (Serie Las aventuras de Héctor)
- El fantasma de la casa del bosque, 1989 (Serie Las aventuras de Héctor)
- Héctor en Disneyland, 1989 (Serie Las aventuras de Héctor)
- El misterio de los traficantes de arte, 1989 (Serie Las aventuras de Héctor)
- El tesoro del acantilado, 1990 (Serie Las aventuras de Héctor)
- Enigma en Internet, 1996 (Serie El club de los ciberchavales)
- ¡Hilka secuestrada!, 1996 (Serie El club de los ciberchavales)
- Un orangután en Collserola, 1996 (Serie El club de los ciberchavales)
- La secta del fin del mundo, 1996 (Serie El club de los ciberchavales)
- Perdido en el ciberespacio, 1997 (Serie El club de los ciberchavales)
- Piratas en la red, 1997 (Serie El club de los ciberchavales)
- El enigma de los nuevos piratas, 2005
- El segrest de la cantant de rock, 2006

## Premios
- Premio Ibn Jafaya 1986 por Adentros de mis arcanos
- Premio Asimov de cuentos 1986[3]
- Finalista del Premio Planeta 1986, por La jeringuilla
- Finalista del Premio Planeta 1989, por Las hogueras del rey
- Premio Ateneo de Sevilla 1992, por El infante de la noche
- Premio Mariano de Cavia de periodismo 1993, por el artículo Los demás en La Nueva España[9]